# Michel Langerak
Michel Langerak (* 8. Juli 1968 in Dordrecht) ist ein niederländischer Fußballtrainer und ehemaliger Fußballspieler.
Seine Spielerkarriere begann der offensive Mittelfeldspieler 1987 bei seinem Heimatverein Dordrecht’90, für die er mit Ausnahme einer Kurzausleihe zu VVV-Venlo (1991) die ersten neun Jahre seiner Karriere spielte. Mit Dordrecht gewann er 1993 die Eerste Divisie und stieg mit ihnen in die Eredivisie auf. Später spielte er für NEC Nijmegen, AZ Alkmaar und Sparta Rotterdam, ehe er 2002 seine Spielerkarriere nach 447 Einsätzen (109 Tore) im niederländischen Profifußball beendete. Danach arbeitete als Jugendtrainer bei Sparta, später als Trainer im Amateurbereich.